# 申正根
申正根（1966年9月26日—），韓國男演員。1987年從大學路的話劇舞臺展開他的演藝之路，1997年正式踏入影壇。他以純熟的演技，在各項影視作品中，成為不可忽略的配角人物。

## 影視作品

### 電視劇／劇集
- 2009年：KBS《男人的故事》
- 2009年：SBS《熟女辛市長》飾演 池方世
- 2009年：SBS《Style》飾演 蘇秉植
- 2011年：SBS《女人的香氣》飾演 盧聖植
- 2013年：KBS《KBS特別連續劇系列—天狼星》飾演 李賢九
- 2014年：SBS《皮諾丘》飾演 崔達坪
- 2015年：KBS《Who Are You—學校2015》飾演 學生主任
- 2015年：SBS《愛你的時間》飾演 李正根
- 2017年：MBC《君主—假面的主人》飾演 朝鮮官員
- 2017年：JTBC《Untouchable》飾演 龍學秀
- 2018年：tvN《陽光先生》飾演 行廊大叔
- 2018年：tvN《男朋友》飾演 金長秀
- 2019年：tvN《德魯納酒店》飾演 金書生／金時翼
- 2021年：SBS《Racket少年團》飾演 裴總教練
- 2023年：SBS《全國死刑公投》飾演 崔珍垂
- 2023年：Disney+《非法正義》飾演 老方
- 2024年：JTBC《沒有秘密》飾演 宋仁洙
- 2025年：Disney+《揭密最前線》飾演 具炯太

### 電影
- 1997年：《1818專線》飾演 巡警
- 2002年：飾演 勞工3
- 2002年：《冠軍》飾演 金允九
- 2003年：《外卡》飾演 大比目魚
- 2003年：《黃山伐》飾演 金欽純
- 2004年：《童行歲月》
- 2004年：《大佬鬥和尚2:達摩，我們去漢城》飾演 戴帽子的男人（客串）
- 2005年：《王的男人》飾演 李克均
- 2006年：《不小心搞大了》
- 2006年：《死生決斷》飾演 高界張
- 2006年：《好好過日子》
- 2006年：《廣播明星》
- 2007年：《我的野蠻女教師2》
- 2007年：《飛吧！水班長》飾演 尚川
- 2007年：《重返舞台四天王》
- 2008年：《驚險遊戲》飾演 水鳥
- 2008年：《亂世玫瑰》飾演 陸軍中校
- 2008年：《神機箭》飾演 畔秀
- 2009年：《囧途追擊》飾演 容裴
- 2009年：《一舉之名》飾演 李鉉井（客串）
- 2009年：《愛子》飾演 准原
- 2010年：《出雲之月》飾演 大監
- 2010年：《難兄難弟》飾演 崔班長
- 2011年：《亂世水唬傳》
- 2011年：《與敵同寢》
- 2012年：《嚎叫》飾演 徐班長
- 2012年：《屍竊行動》飾演 趙組長
- 2012年：《醜男大變身》飾演 柳班長
- 2012年：《俠盜冰團》飾演 石大賢
- 2012年：《光海，成為王的男人》飾演 李正朗
- 2012年：（特別演出）
- 2013年：《偉大的隱藏者》飾演 朴氏
- 2013年：《強哲》飾演 八神
- 2013年：《五人組》飾演 南澈
- 2014年：《非常警探》飾演 張班長
- 2014年：《海賊：汪洋爭霸》飾演 龍甲
- 2015年：《危險的相見禮2》飾演 韓達植
- 2016年：《失控隧道》飾演 姜團長
- 2016年：《對決》飾演 黄盧仁
- 2017年：《獄火重生：金昌洙》
- 2018年：《家族》飾演 順植
- 2019年：《奇妙的家族（朝鲜语：기묘한 가족）》飾演 吳所長
- 2020年：《鋼鐵雨：深潛行動》
- 2022年：《外星+人1》飾演 右往
- 2022年：《誕生》飾演 林治华
- 2024年：《外星+人2：回到未來》飾演 右往

## 獲獎
- 2009年：第10屆釜山電影評論家協會獎—男配角獎《囧途追擊》
- 2011年：第33屆黃金攝影獎—人氣男演員獎《亂世水唬傳》
- 2020年：第7屆韓國電影製作人協會獎—男子配角獎《鋼鐵雨：深潛行動》

## 外部連結
- 申正根在NAVER上的资料
- 申正根在Daum上的资料
- 申正根在HanCinema的頁面（英文）